# Lucas Eguibar
Lucas Eguibar Bretón, né le 9 février 1994 à Saint-Sébastien, est un snowboardeur espagnol, spécialiste du snowboardcross.

## Carrière
Né en 1994 à Saint-Sébastien, Lucas Eguibar s'initie au ski dès l'âge de deux ans, commence le snowboard à sept ans et en devient troisième du championnat d'Espagne à quinze ans. Il est en 2013 champion du monde junior de snowboardcross. Six jours après ce titre, il obtient son premier podium en coupe du monde en finissant troisième de l'étape d'Arosa. En 2014, il obtient son deuxième podium, une deuxième place à Vallnord-Arcalís. Sélectionné pour les Jeux olympiques de Sotchi, il ambitionne de remporter une médaille et s'y classe septième. Il remporte sa première victoire en Coupe du monde à Veysonnaz en 2015, l'année où il remporte également le globe de cristal de la spécialité.
En 2017, il est médaillé d'argent avec Regino Hernández aux championnats du monde dans la modalité de cross par équipes et obtient le même métal dans l'épreuve individuelle. Quelques jours après ces médailles, l'entraîneur d'Eguibar, Israel Planas, meurt subitement après un accident vasculaire cérébral. Eguibar remporte le titre individuel lors des Mondiaux 2021.
Aux Jeux olympiques, Eguibar est 33e en 2018 à Pyeongchang où il est également porte-drapeau de la délégation espagnole. Il aborde l'édition 2022 à Pékin avec des douleurs dorsales qui sont traitées par trois infiltrations réparties durant la saison 2021-2022,. 21e des qualifications, il termine deuxième de son huitième de finale et fait de même en quart de finale, profitant notamment de la chute de deux de ses concurrents. Lors de sa demi-finale, Eguibar prend le plus mauvais départ de sa série et n'arrive pas à progresser durant la course et est éliminé. Troisième de la finale B, il est septième du classement final.

## Palmarès

### Jeux olympiques
| Épreuve / Édition   | Snowboardcross |
| JO 2014 Sotchi      | 7e             |
| JO 2018 Pyeongchang | 33e            |
| JO 2022 Pékin       | 7e             |

### Championnats du monde
| Épreuve / Édition           | Snowboardcross | Snowboardcross par équipes |
| Mondiaux 2011 La Molina     | 51e            | -                          |
| Mondiaux 2013 Stoneham      | 13e            | -                          |
| Mondiaux 2015 Kreischberg   | 25e            | -                          |
| Mondiaux 2017 Sierra Nevada | 2e             | 2e                         |
| Mondiaux 2021 Idre          | 1er            | -                          |

### Coupe du monde
- 1 gros globe de cristal :
  - Vainqueur du classement snowboard cross en 2015.
- 18 podiums en snowboardcross dont 5 victoires.

#### Détails des victoires en Coupe du monde
| Épreuve / Édition | Snowboard Cross |
| ----------------- | --------------- |
| 2014-2015         | Veysonnaz       |
| 2015-2016         | Veysonnaz       |
| 2018-2019         | Veysonnaz       |
| 2019-2020         | Sierra Nevada   |
| 2022-2023         | Sierra Nevada   |

### Championnats du monde junior
Lucas Eguibar gagne la médaille d'or du snowboardcross lors des championnats du monde 2013 disputés à Erzurum en Turquie.
| Épreuve / Édition           | Snowboardcross | Halfpipe | Slopestyle |
| Mondiaux 2011 Valmalenco    | 17e            | 60e      | 52e        |
| Mondiaux 2012 Sierra Nevada | 5e             | -        | -          |
| Mondiaux 2013 Erzurum       | Médaille d'or  | -        | -          |